# ハートのイアリング
「ハートのイアリング」は、1984年11月1日にCBS・ソニーからリリースされた松田聖子19枚目のシングル。規格品番：07SH 1580（EP盤）。見開きジャケット、特製レーベル、スリーブ仕様で発売された。
2004年には紙ジャケット仕様の完全生産限定盤12cmCDとして再びリリースされている。

## 制作過程
シングルでは初めてレコードジャケットに笑顔の写真が使用された。
「ハートのイアリング」の作曲者としてクレジットされている"Holland Rose"は、佐野元春のペンネームである。佐野は本作で松田の作品に初参加となった。
歌詞の内容は失恋ソングであるが、これまでの松本作詞の歌詞と比べて、物語性のある歌詞が特徴として挙げられる。1か月後に発売されたアルバム「Windy Shadow」でも同様の楽曲が多くを占めている。長らく松田作品の作詞を担当していた松本は、結果的に本曲とアルバムを最後に一旦手を引くことになる。
テレビ出演時の衣装は、赤・黄・紫・白色などのたっぷりとしたジャケットに幅広のパンツ、ヘアスタイルは短髪のソバージュや前の方に流した髪を整髪料でがっちり固めたスタイルが多く、松田の衣装としては異色であった（髪型はヒット中にストレートヘアに変わっている）。また、ポケットに片手を入れてがに股でステップを踏むなど、男っぽいイメージで歌う事を特徴として挙げている。

## チャート成績
オリコン発表の売上枚数は37.6万枚。本曲ヒットによりシングル総売上枚数が1000万枚を突破した。これはピンク・レディー（1979年）、森進一（1979年）、山口百恵（1980年）、沢田研二（1980年）、西城秀樹（1982年）、郷ひろみ（1983年）、五木ひろし（1984年）に続き史上8人目で、ピンク・レディーに次ぐスピード記録となった。

## 収録曲
全作詞：松本隆／編曲：大村雅朗
1. ハートのイアリング（4:05）
作曲：Holland Rose
2. スピード・ボート（4:07）
作曲：財津和夫

## カバー
- ハートのイアリング
  - 1991年、Catte Adams（アルバム『ROMANTIQUE』）

## 関連作品
- ハートのイアリング　
  - Windy Shadow
  - Seiko Box
  - Snow Garden
  - Seiko Monument
  - Bible
  - Bible III
  - Complete Bible
  - Winter Tales
  - SEIKO SUITE
  - Best of Best 27
  - Premium Diamond Bible
  - Diamond Bible
  - SEIKO STORY〜80's HITS COLLECTION〜
  - Seiko Matsuda Hit Collection Vol.2
  - We Love SEIKO -35th Anniversary 松田聖子究極オールタイムベスト50Songs-
  - Seiko Matsuda Sweet Days
  - SEIKO MEMORIES 〜Masaaki Omura Works〜
  - Seiko Matsuda 40th Anniversary Bible -bright moment-
- スピード・ボート　
  - Seiko Box
  - Complete Bible
  - Seaside 〜Summer Tales〜
  - Touch Me, Seiko II
  - Seiko Matsuda Sweet Days
  - SEIKO MEMORIES 〜Masaaki Omura Works〜
  - Seiko Matsuda 40th Anniversary Bible -blooming pink-